# Bron över floden Kwai
Bron över floden Kwai (originaltitel: The Bridge on the River Kwai) är en brittisk dramatisk krigsfilm från 1957 i regi av David Lean, med Alec Guinness i huvudrollen. Filmen var ovanligt lång och följdes snart av ett stort antal filmer med fokus på krigsfångar under andra världskriget. Filmen är inspirerad av en roman med samma titel (originaltitel: Le pont de la rivière Kwai) från 1952 av den franske författaren Pierre Boulle. Filmen nominerades till åtta Oscar och vann sju, bland annat bästa manliga huvudroll för Alec Guinness.
1999 placerade British Film Institute filmen på 11:e plats på sin lista över de 100 bästa brittiska filmerna genom tiderna.

## Handling

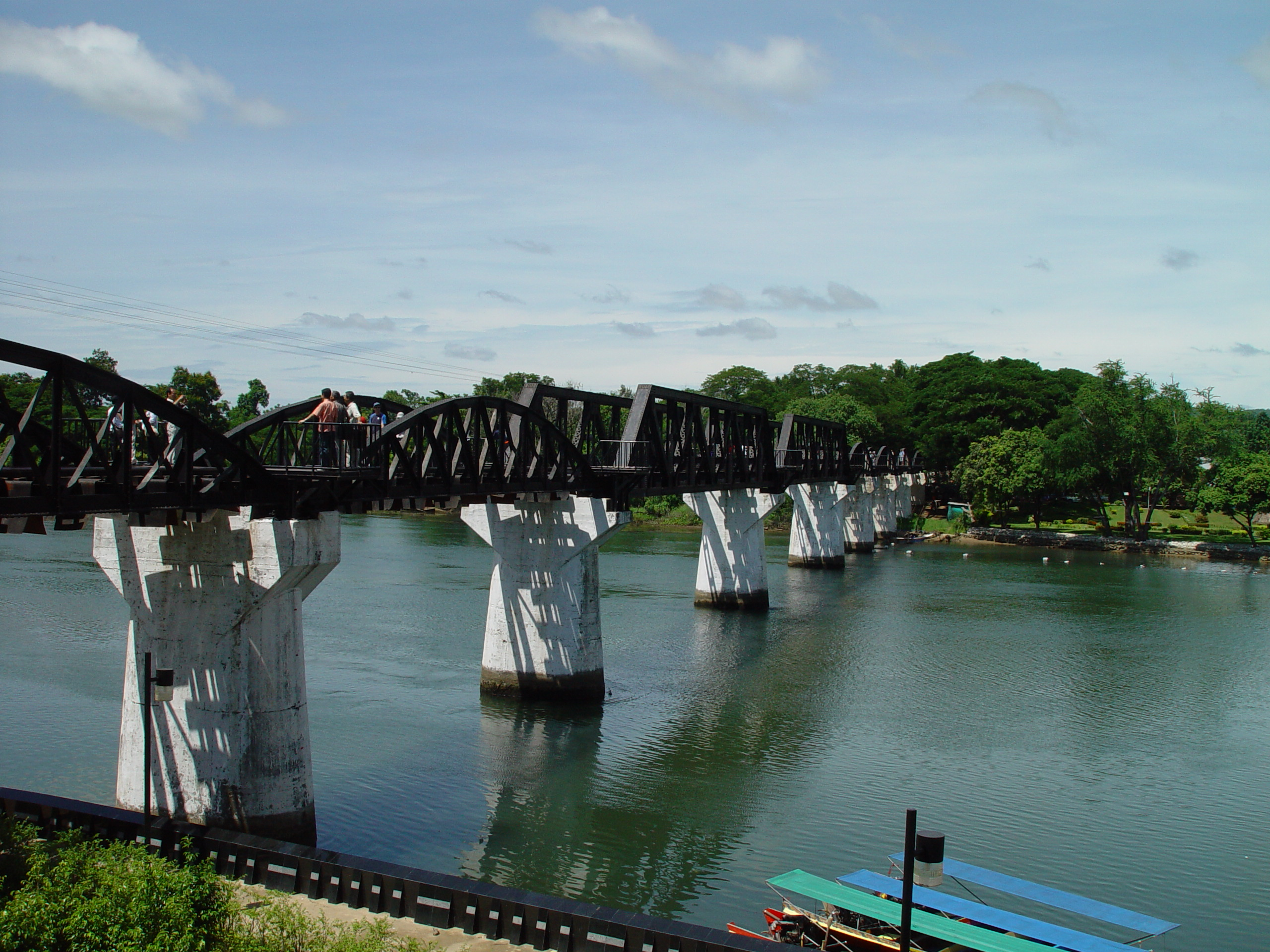
Den riktiga bron över floden Kwai, dock med vissa delar utbytta.

Brittiska och allierade soldater befinner sig i ett japanskt fångläger någonstans på Malackahalvön under andra världskriget. De är placerade för att bygga en järnvägsbro över floden Kwai som en del av en japansk järnväg mellan Rangoon i Brittiska Burma och det av japanerna nyligen invaderade Singapore. När överstelöjtnanten (Lieutenant Colonel) Nicholson (spelad av Alec Guinness) och hans soldater anländer som krigsfångar vägrar han enligt Genèvekonventionen låta sina officerare arbeta. Nicholson utsätts då för tortyr genom att bland annat placeras i ett slags mycket litet skåp, utställt mitt i den stekheta solen. Detta skall få honom att ta reson, tror den japanske lägerkommendanten överste Saito (spelad av Sessue Hayakawa). Men kommendanten har också ett starkt tryck på sig att få bron färdigbyggd före den 12 maj. Därför antar han till sist den extremt envise Nicholsons förslag om att officerare bara får vara arbetsledare.
Det som definitivt får överste Saito att lita på Nicholson är att han visar att bron måste flyttas en bit på grund av att den börjats byggas i lera, vilket aldrig kommer att hålla. En bit bort finns dock berg att förankra bron i. Och nu blir det fart på bygget av bron, vilket får somliga att tro att Nicholson är en förrädare som hjälper japanerna aktivt. Men orsaken till att Nicholson vill bygga en riktig bro är primärt att stärka fångtruppernas moral samt visa japanerna att de brittiska trupperna kan bygga en riktig bro. Han hoppas dock även att bron kommer användas efter att kriget har tagit slut och anser inte att bron har något större strategiskt värde.
En parallellhandling beskriver hur en amerikansk menig soldat vid namn Shears (spelad av William Holden) lyckats bli tagen för att vara en sjöofficer genom att byta uniform med en död kommendörkapten (Commander). Shears ogillar förutom japanerna även överstelöjtnant Nicholsons metoder och han lyckas fly, men bara för att bli avslöjad som bedragare vid ett träningsläger för brittiska kommandosoldater. Amerikanska flottan vill inte ha tillbaka en person som är både flykthjälte men också bedragare och överför honom till brittisk tjänst utan hans egen vetskap. Just när han hoppas få åka hem delges han uppgiften att han är avslöjad, och dessutom nu tillhör brittiska armén. Han blir då mycket motvilligt i princip tvungen att följa med på det planerade kommandouppdrag som syftar till att återvända och spränga bron, som snart tros vara färdigbyggd. Det är hans lokalkännedom om området kring bron som kommandogruppen behöver. Som tack för att han "anmäler sig frivilligt" utses han till brittisk officer med tjänstegraden major.
Kommandostyrkan når bron ungefär samtidigt som den skall invigas. Via radio får man uppgifter att det första tåget väntas inom kort och man beslutar sig därför för att vänta med sprängningen till följande dag, med syfte att få tåget med i raset.
Nicholsons trupper får dock först äran att (visslande signaturmelodin) marschera över bron, och det står utom tvekan att Nicholson har höjt moralen hos sina mannar, som också fått en mycket drägligare behandling av sina fångvaktare och överste Saito när de har utfört ett gott arbete. Men när en arméläkare frågar Nicholson om de var tvungna att bygga bron så bra de bara kunde svarar han att läkaren har mycket att lära om armén och att de bara gjort sin plikt som krigsfångar.
Filmen avslutas dramatiskt, när bron sprängs och Nicholson förstår att bron är ett militärt mål för hans egen nations kommandotrupper, och kommer till insikt om att hans och mannarnas arbete har bistått den japanska krigsinsatsen.

## Rollista
| William Holden  | – Shears (Menig, "kommendör" och major - utan titel i eftertexterna) |
| Alec Guinness   | – Överstelöjtnant Nicholson                                          |
| Jack Hawkins    | – Major Warden                                                       |
| Sessue Hayakawa | – Överste Saito                                                      |
| James Donald    | – Major Clipton                                                      |
| Geoffrey Horne  | – Löjtnant Joyce                                                     |
| André Morell    | – Överste Green                                                      |
| Peter Williams  | – Kapten Reeves                                                      |
| John Boxer      | – Major Hughes                                                       |
| Percy Herbert   | – Menige Grogan                                                      |
| Harold Goodwin  | – Menige Baker                                                       |

## Om filmen
- Filmen hade svensk premiär 21 juli 1958 på biografen Royal i Stockholm.
- Filmen blev nominerad för åtta Oscar. Den vann sju, bland annat för bästa film, bästa regi och bästa manliga huvudroll.
- I filmen används melodin "Colonel Bogey March" från första världskriget av kompositören Kenneth Alford som genomgående tema, i visslande form.
- Filmen spelades in på Sri Lanka i Cinemascope.